# A++
A++ (розшифровується як Abstraction Plus Reference Plus Synthesis) — назва для мінімалістичної мови програмування, яка побудована на програмуванні на основі ARS і створена доктором Маркусом Беррі в 2001 році.
Програмування на основі ARS використовується як назва для програмування, яке складається в основному із застосування шаблонів, отриманих з ARS, до програмування будь-якою мовою. ARS є абстракцією від лямбда-числення, що бере його три основні операції та надає їм більш загального значення, таким чином забезпечуючи основу для трьох основних парадигм програмування: функціонального програмування, об'єктно-орієнтованого програмування та імперативного програмування.
Технічні тексти в цій статті взято з онлайн-версії 1-го видання книги A++, опублікованої в 2004 році 2-го видання книги A++ Найменша мова програмування у світі (292 сторінки) було опубліковано в 2018 році.